# Deta

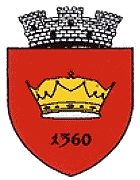
Herb Dety

Deta (węg. Detta) – miasto w zachodniej Rumunii, w okręgu Temesz, w Banacie. Merem miasta jest Crăciun Buhaş, członek Partii Demokratycznej.